# Abanda (Alabama)
Abanda es un lugar designado por el censo ubicado en el condado de Chambers, en el estado estadounidense de Alabama.

## Geografía
Según la Oficina del Censo de los Estados Unidos, Abanda está ubicado en las coordenadas 33°5′29.85″N 85°31′37.3″O / 33.0916250, -85.527028 y tiene una superficie de 7,79 km², de la cual 7,76 km² (99,56%) corresponden a tierra firme y 0,03 km² (0,44%) a agua.

## Demografía
Según el censo de 2010, Abanda estaba habitado por 192 personas (47,4% varones, 52,6% mujeres) y su densidad de población era de 24,62 hab/km². El 20,31% de los habitantes eran menores de 16 años, el 61,98% tenían entre 16 y 64, y el 17,71% eran mayores de 64. La edad media era de 38 años. El 67,19% eran blancos, el 30,21% negros o afroamericanos, y el 1,04% de otra raza. Además, el 1,56% pertenecían a dos o más razas y, del total de la población, este mismo porcentaje eran hispanos o latinos de cualquier raza.